# جول الريدة (شبوة)
جول الريده هي إحدى قرى الجمهورية اليمنية. تتبع جغرافيا لمحافظة شبوة و إداريًا لمديرية ميفعة. يبلغ تعداد سكانها 7333 نسمة حسب الإحصاء الذي جرى عام 2004.